# Cassinischeiding

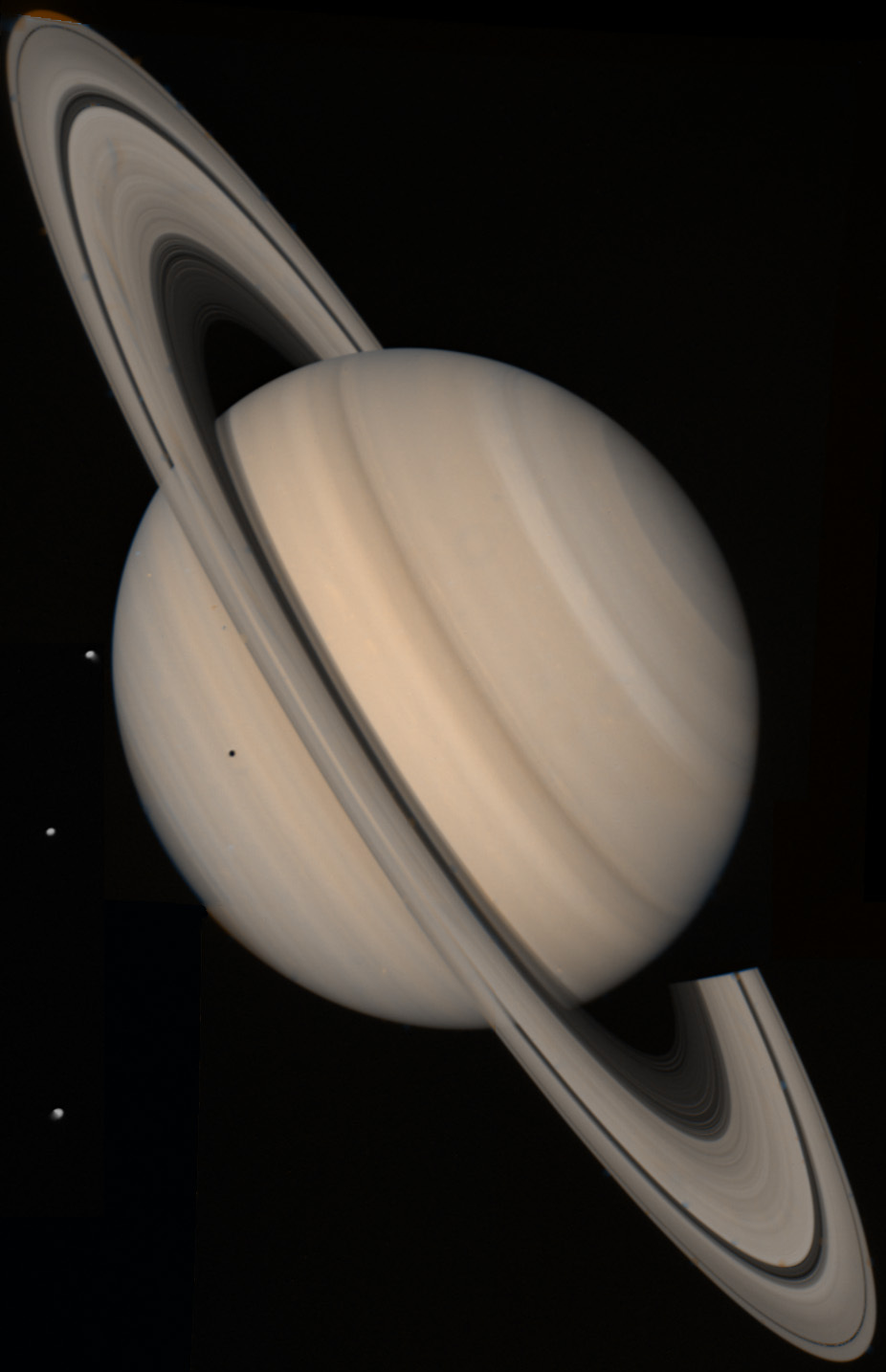
Op deze foto van Saturnus zijn zowel de grotere Cassinischeiding als de kleinere Enckescheiding in de ringen duidelijk te zien

De Cassinischeiding (Cassini's verdeling) is de donkere scheiding tussen de A- en de B-ring rond de planeet Saturnus.

## Galilei en Huygens
Het opvallendste kenmerk van Saturnus is de schijf van ringen rondom de planeet. Dankzij de ontwikkeling van de telescoop in Nederland in 1608, kon Galilei in 1610 voor het eerst de ringen waarnemen. Hij beschreef ze als de 'oren' van Saturnus. Pas in 1655 werd die door Huygens als een ring geïdentificeerd.

## Cassini
Cassini ontdekte in 1675 dat de ring eigenlijk uit twee ringen bestaat: tussen de buitenste A-ring en de helderdere, binnenste B-ring bevindt zich een scheiding die men later de Cassinischeiding is gaan noemen. Een ster die zich achter de ring beweegt, licht op tot de normale helderheid als hij zich achter de donkere band van Cassini bevindt, zodat men kan aannemen dat deze scheiding een plaatselijke afwezigheid van materie is, die donker lijkt naast de verlichte ring.
De Cassinischeiding bevindt zich op 117 500 km van het middelpunt van Saturnus (1,95 Saturnusstralen) en is ongeveer 4650 km breed. Ze wordt veroorzaakt door de aantrekkingskracht van de herdermaan Mimas die in een 2:1 resonantie staat ten opzichte van de deeltjes die zich in de Cassinischeiding zouden bevinden. De Amerikaanse wiskundige Kirkwood had dit reeds in 1866 ontdekt.

## Barnard
Barnard ontdekte in het begin van de 20e eeuw dat de Cassinischeiding niet helemaal vrij is van materie. Dit werd door de Voyager 2 expeditie in 1981 bevestigd.

## Enckescheiding
Naast de Cassinischeiding tussen de A- en de B-ring, bevindt zich in de A-ring zelf een 300 km brede scheiding, de Enckescheiding (waarschijnlijk waargenomen door Encke in 1837, maar slechts met zekerheid bevestigd door Keeler in 1888). In tegenstelling tot de Enckescheiding, is de Cassinischeiding onder goede omstandigheden makkelijk waarneembaar met een bescheiden telescoop.

## Maxwell- en Keelerscheidingen
De bezoeken van Voyager 1 in 1980 en Voyager 2 in 1981 hebben nog kleinere scheidingen aan het licht gebracht: de Maxwellscheiding (270 km breed, op een afstand van 87 500 km van het middelpunt van Saturnus) en de Keelerscheiding (35 km breed, op een afstand van 136 500 km van het middelpunt van Saturnus).